# Taikanita
La taikanita és un mineral de la classe dels silicats. Rep el nom de la serralada de Taikan, a Rússia, a on es troba la seva localitat tipus.

## Característiques
La taikanita és un silicat de fórmula química Sr₃BaMn2+₂(Si₄O₁₂)O₂. Va ser aprovada com a espècie vàlida per l'Associació Mineralògica Internacional l'any 1984. Cristal·litza en el sistema monoclínic. La seva duresa a l'escala de Mohs es troba entre 6 i 7.
Segons la classificació de Nickel-Strunz, la taikanita pertany a «09.DH - Inosilicats amb 4 cadenes senzilles periòdiques, Si₄O₁₂» juntament amb els següents minerals: leucofanita, ohmilita, haradaïta, suzukiïta, batisita, shcherbakovita, krauskopfita, balangeroïta, gageïta, enigmatita, dorrita, høgtuvaïta, krinovita, makarochkinita, rhönita, serendibita, welshita, wilkinsonita, safirina, khmaralita, surinamita, deerita, howieïta, taneyamalita, johninnesita i agrel·lita.

## Formació i jaciments
Va ser descoberta al dipòsit de manganès d'Ir-Nimi, a la serralada de Taikan (Krai de Khabàrovsk, Rússia), concretament a les àrees de Dzhavodi i Zaoblachnyi. També ha estat descrita a la mina Wessels, a la localitat de Hotazel (Cap Septentrional, Sud-àfrica). Aquests indrets són els únics de tot el planeta on ha estat descrita aquesta espècie mineral.